# Eugie Foster
Eugie Foster (Urbana (Illinois), 30 de diciembre de 1971 – Atlanta (Georgia), 27 de septiembre de 2014) fue una escritora de historias cortas, columnista y editora. 

## Biografía

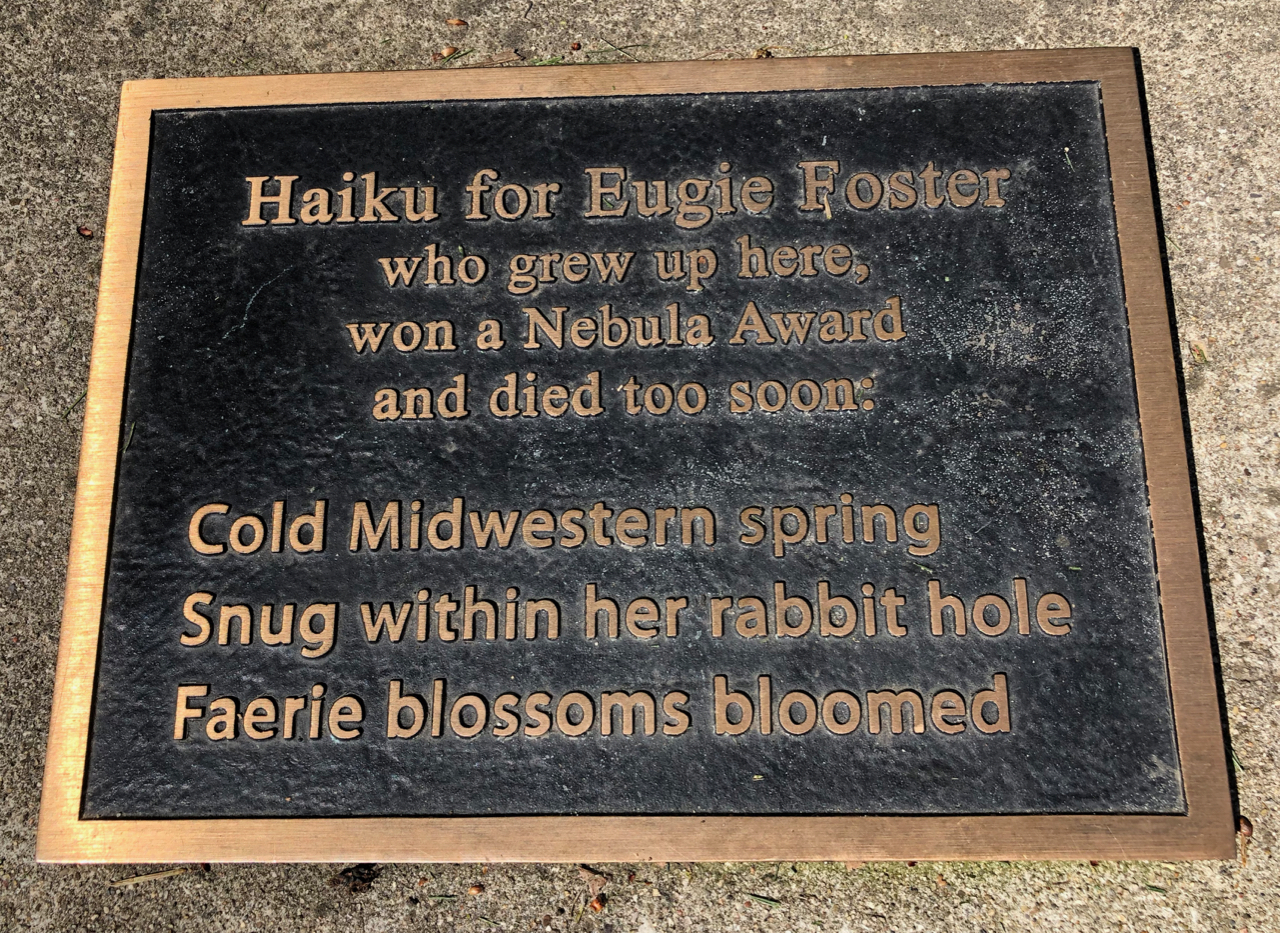
Placa conmemorativa en Hessel Park en Champaign (Illinois)

Aunque nació en Urbana (Illinois), vivía en Atlanta (Georgia). Obtuvo un master en psicología del desarrollo en la Universidad Estatal de Illinois y trabajó como editora para la Asamblea General de Georgia. En 1992 se casó con Matthew M. Foster.
En el campo de la ciencia ficción y la fantasía, Foster trabajó como editor para Tangent Online y The Fix, dos revistas de reseñas de ficción. También fue directora de Dragon Con y editó su boletín, el "Daily Dragon". Foster escribió Writing for Young Readers, una columna mensual para literatura infantil y para escritores de literatura infantil.
Foster murió en el Emory University Hospital el 27 de septiembre de 2014 por problemas respiratorios por una complicación en los tratamientos por un linfoma que le diagnosticaron el 15 de octubre de 2013.

## Historias cortas
Las historias cortas de Foster fueron publicados en multitud de revistas y libros como Fantasy Magazine, Realms of Fantasy, Orson Scott Card's InterGalactic Medicine Show, Interzone, Best New Romantic Fantasy 2, y Apex Magazine. Su colección de historias, Returning My Sister's Face and Other Far Eastern Tales of Whimsy and Malice, fue publicado en 2009. 
Su historia "Sinner, Baker, Fabulist, Priest; Red Mask, Black Mask, Gentleman, Beast" ganó el Premio Nebula de 2009 y fue finalista para los Premios Hugo y los Premios BSFA.
El día antes de su muerte, Daily Science Fiction publicó su obra póstuma, "When It Ends, He Catches Her." Esta historia fue finalista para los Premios Nebula de 2015. Se crearon los Premios Eugie en su honor.